# Cynorkis lancilabia
Cynorkis lancilabia är en orkidéart som beskrevs av Rudolf Schlechter. Cynorkis lancilabia ingår i släktet Cynorkis, och familjen orkidéer. Inga underarter finns listade i Catalogue of Life.